# 潜江市
潜江市（せんこう-し）は中華人民共和国湖北省に位置する省直轄県級市。

## 地理
湖北省の中部に位置し、天門市・仙桃市・荊州市・荊門市に接する。 

## 歴史
夏から周にかけては荊州の地とされ、戦国時代には楚の勢力下に置かれた。前278年、秦が楚のに郢（現在の荊州市荊州区）を占拠すると、潜江は竟陵県の管轄とされた。
潜江に初めて行政区画が設置されたのは前206年である。漢朝は章華台に華容県を設置し、潜江地域の大部分を管轄するようになった。
550年頃、南朝梁は潜江南西部を江陵県に改編、西魏は江陵県より華陵県を分置、北周は華陵県を紫陵県と改称し市南西部がその管轄とな、北東部は竟陵県の管轄とされた。唐代になると紫陵県は江陵県に統合されている。
唐代になると857年（大中11年）、輸税の不便を補うために白伏（現在の市北西部）に白伏巡院を設置し、荊南節度使の管轄とされた。北宋の965年（乾徳3年）、白伏巡院が県に昇格する際に、域内の漢水が長江に流れ込んでいることより「漢出為潜」の意より「潜江」と命名された。
1988年5月、県級市に改編され、更に1994年10月に湖北省直轄市に改編され現在に至る。
中国屈指のザリガニ生産地で、1999年から養殖が始まった。江漢芸術職業学院には「ザリガニ学部」があり、市内中心部には巨大なザリガニモニュメントがある。2022年の同市のザリガニ取引額は2420億円に達する見込み。

## 行政区画
- 街道：園林街道、楊市街道、周磯街道、広華街道、泰豊街道、高場街道
- 鎮：竹根灘鎮、漁洋鎮、王場鎮、高石碑鎮、老新鎮、熊口鎮、浩口鎮、積玉口鎮、張金鎮、竜湾鎮
- その他：江漢石油管理局、潜江経済開発区、周磯管理区、後湖管理区、熊口管理区、総口管理区、白鷺湖管理区、運糧湖管理区、浩口原種場

## 交通
道路
- 漢宣高速道路 （滬蓉高速道路）